# But Not for Me
But Not for Me (in italiano: Ma non per me) è una canzone popolare, in seguito divenuto uno standard jazz, composta da George Gershwin e Ira Gershwin nel 1930 ed eseguita da Ginger Rogers per il loro musical Girl Crazy. Judy Garland la cantò nel 1943 nella versione cinematografica Girl Crazy.
Nel 1959 Ella Fitzgerald incluse il brano nel suo album Ella Fitzgerald Sings the George and Ira Gershwin Songbook, dedicato ai due grandi autori. Questa interpretazione gli valse il Grammy Awards 1960 per Migliore performance vocale femminile.

## Il brano negli shows e nel cinema
- Il brano fu eseguito da Carol Burnett per il The Muppet Show nella puntata n. 515 nella stagione 1980-81.
- Nel 1993 una versione di Elton John fece parte della colonna sonora del film Quattro matrimoni e un funerale
- Nel 2009 Diana Krall esegue il brano per la sigla televisiva della serie Spectacle: Elvis Costello with...
- Nel 2012 nella serie televisiva anime Kids on the Slope in una versione arrangiata da Yōko Kanno